# Callosobruchus taiwanensis
Callosobruchus taiwanensis is een keversoort uit de familie bladkevers (Chrysomelidae). De wetenschappelijke naam van de soort werd in 1937 gepubliceerd door Chujo.